# Senado de la República del Perú
El Senado de la República del Perú es la Cámara Alta del Poder Legislativo peruano, el cual se establecerá a partir de las elecciones generales de 2026 y estará conformado por 60 senadores. La división legislativa del Parlamento se dio el 20 de marzo de 2024, tras la promulgación de la Ley N°31988 que reformó la Constitución Política de 1993 y restableció el sistema bicameral en el Congreso de la República, el cual estará conformado por una Cámara de Diputados y un Senado.
Las funciones del Senado se encuentran establecidas en el artículo 102-A de la Constitución. Entre sus principales facultades está aprobar, modificar o rechazar las proyectos de ley remitidos por la Cámara de Diputados, así de como elegir al defensor del pueblo, a los magistrados del Tribunal Constitucional, al contralor general de la República y a tres directores del Banco Central de Reserva.
De acuerdo con la Ley N°31988, las modificaciones contempladas en la reforma, incluida la creación del Senado, entrarán en vigor a partir de las próximas elecciones generales, es decir, en 2026.

## Requisitos
Los requisitos para ser senador son ser peruano de nacimiento, haber cumplido cuarenta y cinco años al momento de la postulación o haber sido congresista o diputado, y gozar del derecho de sufragio.
Asimismo, se estableció que los candidatos a la Presidencia y vicepresidencias de la República también pueden ser candidatos al Senado. Esta característica también estuvo permitida en la Constitución de 1979, mientras que en la actual Carta Magna, antes del restablecimiento de la bicameralidad, se prohibió que los candidatos a la Presidencia puedan postular al Congreso.

## Características
El Senado estará conformado por al menos 60 senadores, los cuales serán elegidos por un periodo de cinco años. Además, el número de senadores podrá ser incrementado mediante ley orgánica. De acuerdo al artículo 90 de la Constitución, se debe garantizar que se elija, por lo menos, a un senador por cada una de las 27 circunscripciones electorales, mientras que el resto será elegido por distrito único nacional electoral.

## Historia

### Eliminación del Senado en 1992
El Senado fue eliminado el 5 de abril de 1992, tras el autogolpe de Estado perpetrado por el entonces presidente Alberto Fujimori. Sin embargo, el 6 de marzo de 2024, el Pleno del Congreso aprobó con 91 votos a favor la reinstauración de un Congreso bicameral a partir de las próximas elecciones generales.

### Referéndum de 2018
El domingo 9 de diciembre de 2018 se realizó un referéndum para aprobar o rechazar los proyectos de reforma constitucional sobre el sistema político y judicial propuesta durante el gobierno de Martín Vizcarra. En una de las cuatro preguntas se consultó al electorado si estaba de acuerdo con una reforma constitucional para establecer la bicameralidad en el Congreso de la República.
De los 15 412 347 votos válidos, 13 949 831 votos fueron en contra de la reforma para establecer la bicameralidad. El 79.14 % de los votantes le dijo no a la reforma constitucional que proponía establecer la bicameralidad. Fue la única de las cuatro reformas que no fue aprobada por la ciudadanía.

### Reforma de la Constitución en 2024
El 6 de marzo de 2024 el Congreso de la República aprobó una reforma constitucional para modificar 53 artículos de la Constitución. Una de las principales reformas fue la del retorno a la bicameralidad. La aprobación fue realizada a través de una segunda votación con 91 votos a favor, 31 en contra y una abstención. Dos semanas después, el gobierno de Dina Boluarte promulgó la Ley N.º 31988 de reforma constitucional el miércoles 20 de marzo.
La reforma realizada por el Congreso ha sido criticada por diversos medios y especialistas por varias razones: se evitó realizar un referéndum ratificatorio como ocurrió en 2018, el congreso que propuso la ley contaba con una legitimidad baja (86 % de los peruanos rechazaba al Parlamento, según una encuesta de Datum en febrero de 2024), el modelo aprobado de bicameralidad otorga mayor poder al Senado generando un desequilibro en el Poder Legislativo, y al mismo tiempo mayor poder al legislativo, en relación con el Ejecutivo.